# Perk Julok Rayeuk Utara
Perk Julok Rayeuk Utara is een bestuurslaag in het regentschap Aceh Timur van de provincie Atjeh, Indonesië. Perk Julok Rayeuk Utara telt 2645 inwoners (volkstelling 2010).